# 恩·韦捷马阿

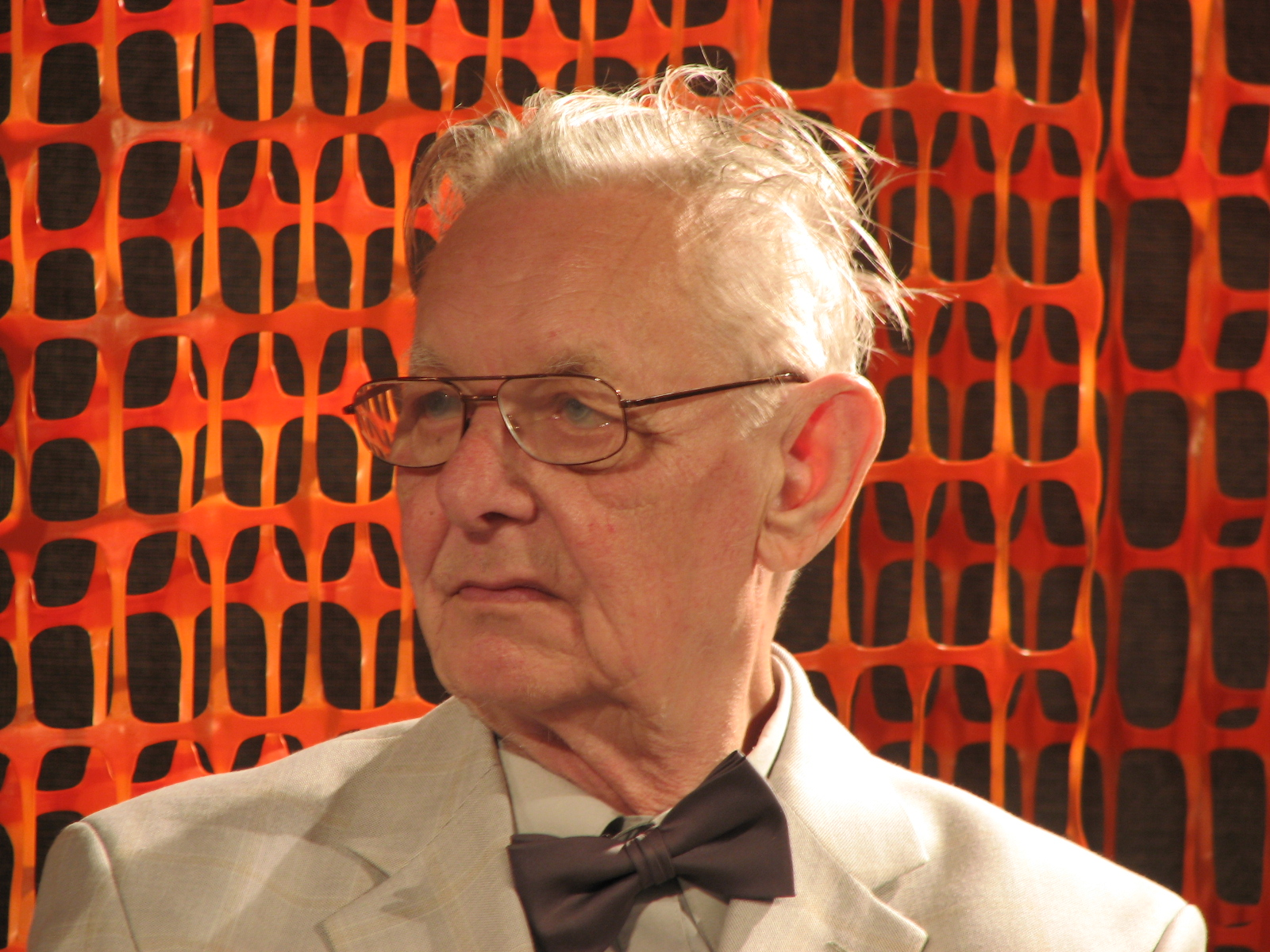
2011年的恩·韦捷马阿

恩·韦捷马阿 （1936年6月20日—2017年3月28日）爱沙尼亚小说家，诗人，作品被称为“遗忘的经典”韦捷马阿被认为是爱沙尼亚现代主义短篇小说的非官方大师。

## 生平
韦捷马阿出生于塔林的一个建筑师家庭1959年韦捷马阿从塔林理工学院毕业，获得化学工程学位他选择化学工程的一个原因是受到祖父的影响，他的祖父是一位摄影业先驱。19世纪韦捷马阿的祖父曾在亚历山大·波波夫发明摄影之后进行实验
不到三年时间，韦捷马阿就放弃了工程师职业，进入了爱沙尼亚音乐和戏剧学院，1965年从这里毕业。虽然他成绩很好，但他认为自己不如两位同学阿沃·帕特和Jaan Rääts.韦捷马阿离开了音乐，重新开始写诗。1958年，韦捷马阿的第一部诗集出版。之后他的诗集《转折的年龄》和《打雪仗》相继于1962年和1966年出版。虽然在诗歌圈里逐渐名声增长，他开始创作“小型长篇小说”
1964年他完成了自己最著名的小说《纪念碑》，1966年出版。这部小说起初被审查官扣下不得发表，在和韦捷马阿推杯换盏几天后，审查官找到勇气，发表了这篇小说。这部小说发表的时间正逢赫鲁晓夫解冻，收到广泛欢迎，并获得苏联作协最佳小说奖。1978年，这部小说被改编为话剧，由Valery Fokin导演，在莫斯科Sovremennik Theater上演，这被认为是Konstantin Raikin最好的剧场作品。
在《纪念碑》后，韦捷马阿创作了一系列中篇和短篇小说比如《劳累》（1967）和《口琴演奏的安魂曲》（1968），韦捷马阿一共创作了十篇短篇小说。韦捷马阿之后开始创作喜剧《五人晚餐》、《虔诚的苏珊娜，或大师学校》和三幕剧《又一个聪明误》(1975)这几部社会心理剧体现了韦捷马阿的敏锐观察力，已成为爱沙尼亚戏剧史上不可或缺的一部分。1972年和1977年，他相继发表了长篇小说《小小的爱情故事》和《银绶带》。
1983年韦捷马阿发表了他最有名的散文集《爱沙尼亚美人鱼的参考书》，其中混合了各种玩笑和通俗科学他也写过一些论述爱沙尼亚史诗的文章。韦捷马阿最后的小说是My Very Sweet Life Or A Marzipan-maker在塔林青铜战士搬迁的过程中，韦捷马阿发言支持在迁移后的空地上树立鲍里斯·叶利钦的纪念碑，但他更建议树立Lennart Meri,首任爱沙尼亚总统的纪念碑

## 荣誉

### 爱沙尼亚勋章奖章
- 四等白星勋章（英语：Order of the White Star）（2001年2月2日批准，2001年2月23日颁发[5]）

## 外在链接
- 恩·韦捷马阿在互联网电影资料库（IMDb）上的資料（英文）
- Biography and Russian Translations of Vetemaa's works （页面存档备份，存于） （俄文）